# Saint-Christophe-la-Couperie
Saint-Christophe-la-Couperie är en kommun i departementet Maine-et-Loire i regionen Pays de la Loire i nordvästra Frankrike. Kommunen ligger i kantonen Champtoceaux som tillhör arrondissementet Cholet. År 2018 hade Saint-Christophe-la-Couperie 832 invånare.

## Befolkningsutveckling
Antalet invånare i kommunen Saint-Christophe-la-Couperie
| Referens: INSEE |